# Yasuhiro Nightow
Yasuhiro Nightow (jap. 内藤 泰弘 Naitō Yasuhiro; ur. 8 kwietnia 1967 w Jokohamie) – japoński mangaka, znany przede wszystkim z serii Trigun i Blood Blockade Battlefront. Zaprojektował także postacie do gry wideo i serialu anime Gungrave.

## Biografia
Nightow urodził się w Jokohamie, jednak przeprowadził się do Yokosuki, gdy uczęszczał do szkoły podstawowej, a lata gimnazjalne i licealne spędził w Shizuoce. Jego pierwszym kontaktem z komiksami była manga Tensai Bakabon autorstwa Fujio Akatsuki, a silny wpływ wywarły na niego także dzieła Reijiego Matsumoto, takie jak Uchū senkan Yamato, Uchū kaizoku Captain Harlock i Ginga tetsudō 999. Zainteresowanie wzbudziły w nim również komiksy publikowane w magazynie „Shūkan Shōnen Sunday” wydawnictwa Shōgakukan, w którym tworzyli artyści tacy jak Rumiko Takahashi i Fujihiko Hosono. Spośród twórców „nowej fali” szczególnie cenił Katsuhiro Ōtomo za Sayonara Nippon oraz Fumiko Takano.
Studiował nauki społeczne, a następnie specjalizował się w medioznawstwie na Uniwersytecie Hosei. Podczas studiów hobbystycznie rysował mangę i stworzył kilka dōjinshi. Po ukończeniu studiów pracował w Sekisui House, gdzie sprzedawał mieszkania. Po trzech i pół roku rzucił pracę, by rysować na pełen etat. Jego pierwsza manga typu one-shot oparta była na serii gier komputerowych Samurai Spirits. Opracował także historię zatytułowaną Call XXXX, która została opublikowana w magazynie „Super Jump”.
W styczniu 1995, dzięki wsparciu zaprzyjaźnionego wydawcy, Nightow opublikował one-shot Trigun w magazynie „Gekkan Shōnen Captain” wydawnictwa Tokuma Shoten. Dwa miesiące później, w kwietniu, manga rozpoczęła regularną serializację. Po zamknięciu czasopisma na początku 1997 roku, Nightow otrzymał propozycję od magazynu „Young King OURs” wydawnictwa Shōnen Gahōsha, aby rozpocząć nową serię. Obawiał się jednak pozostawienia Triguna nieukończonego i poprosił o możliwość dokończenia historii. Wydawcy przychylili się do jego prośby, a manga została wznowiona w 1997 roku pod nowym tytułem Trigun Maximum. Fabuła przenosi się o dwa lata naprzód wraz z początkiem Maximum. Mimo to Nightow stwierdził, że zmiana tytułu wynikała wyłącznie ze zmiany wydawcy. Ostatni rozdział Trigun Maximum ukazał się w 2007 roku. W 1998 roku studio Madhouse zaadaptowało serię Trigun na serial anime.
Nightow stworzył postacie i historię do trzecioosobowej strzelanki Gungrave. Seria doczekała się również adaptacji anime.

## Twórczość

### Manga
- Samurai Spirits (1994–1995)[5]
- Trigun (1995–1997)[6]
- Trigun Maximum (1997–2007)
- Blood Blockade Battlefront (2009–2015)[7]
- Kekkai sensen Back 2 Back (2015–2022)[8]
- S.Flight (2018)
- Kekkai sensen Beat 3 Peat (od 2022)[9]

### Gry komputerowe
- Energy Breaker (1996; projekty postaci)
- Gungrave (2002; projekty postaci)[3]
- Samurai Shodown V (2003; projekty postaci)
- Gungrave: Overdose (2004; projekty postaci)